# Carsten Mogensen
Carsten Mogensen, född den 24 juli 1983 i Roskilde, Danmark, är en dansk badmintonspelare. 
Vid badmintonturneringen i dubbel under OS 2012 i London deltog han för Danmark tillsammans med Mathias Boe och tog silver. De två tävlade även i herrdubbelturneringen i OS 2016 men gick inte vidare från gruppspelet.